# Museo de Bellas Artes de Sevilla
El Museo de Bellas Artes de Sevilla se crea por Real Orden de 16 de septiembre de 1835 como "Museo de Pinturas". En 1839 se escoge, de entre varios edificios conventuales desamortizados, el de la Merced, la actual sede, inaugurándose oficialmente en 1841. Hoy es considerada una de las pinacotecas más importantes de España. Se ubica en la plaza del Museo, que está presidida por una escultura dedicada a Bartolomé Esteban Murillo. Es un museo fundamental para conocer tanto la pintura barroca sevillana, especialmente de Zurbarán, Murillo y Valdés Leal, como la pintura andaluza del siglo XIX.

## Historia

### Convento

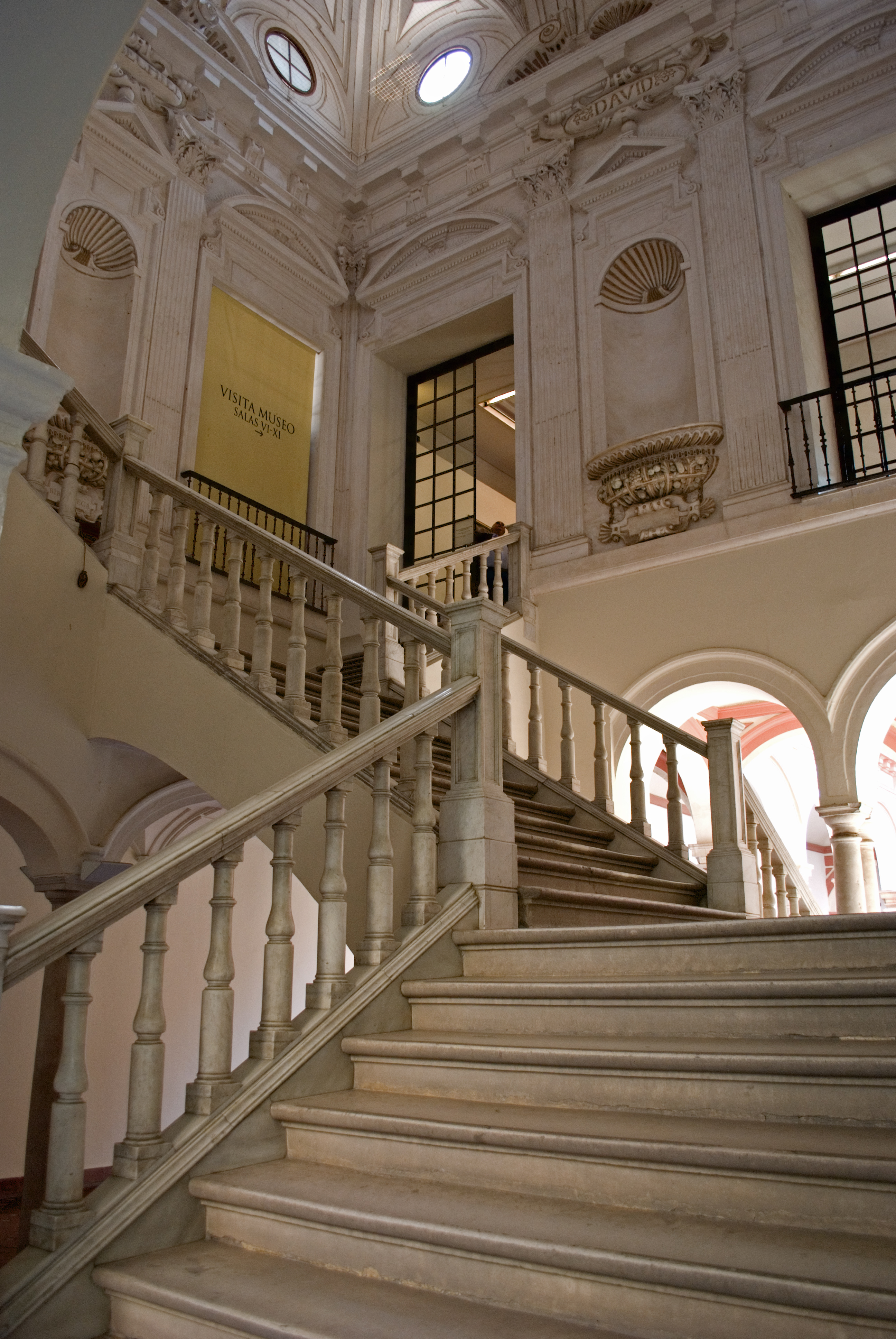
Escalera principal del Museo de Bellas Artes de Sevilla.

El edificio que alberga el actual Museo de Bellas Artes de Sevilla es el antiguo convento de la Orden de la Merced. Según relata Tirso de Molina, en su Historia de la Orden de la Merced, los terrenos donde se alza el actual edificio fueron repartidos por Fernando III a los caballeros mercedarios que habían tomado parte activa en la conquista de Sevilla en 1248, otorgándoles rentas para la construcción de un edificio mudéjar, cercano a la actual calle Goles, que hoy no se conserva.
Fray Alonso de Monroy, general de la orden a partir de 1602, promovió las obras de renovación del antiguo inmueble, realizadas con base en las trazas del arquitecto Juan de Oviedo y de la Bandera, que se inician en 1603. Destacan entre sus dependencias la iglesia conventual, finalizada en 1612, así como los claustros articulados en torno a la escalera imperial, núcleo central del edificio, y cuya composición tuvo un gran eco en América. El otro gran arquitecto asociado al edificio conventual mercedario fue Leonardo de Figueroa, que remodela en 1724 la planta superior del claustro Mayor. La actual portada del edificio es de 1729. Fue realizada por el cantero Miguel de Quintana con diseño de este artesano y fray Francisco Bartolomé de Roxas.
En 1625, el dramaturgo Tirso de Molina, perteneciente a la Orden de la Merced, que fue desterrado de Madrid a Sevilla por dictamen de la Junta de Reformación, residió en este convento.

### Museo
El Convento de la Merced fue expropiado en 1835 por la desamortización de Mendizábal, lo que supuso la definitiva exclaustración y la pérdida del convento. El Museo Provincial fue creado por Real Orden de 16 de septiembre de 1835, con el objeto de reunir las obras pertenecientes a las órdenes religiosas suprimidas. Se nombra la Comisión para gestionar la institución y la Junta Directiva que propuso sucesivamente como sede, el convento de la Merced Calzada, lugar en que se encuentra aunque fue denegado en un primer momento por estar ocupado por la Real Sociedad Económica Sevillana de Amigos del País; el de Montesion; el de San Pablo, que iba a ser destinado a Delegación de Hacienda y el de San Buenaventura. Mientras se escogía la sede definitiva, los cuadros y objetos artísticos recogidos de los conventos se encontraban diseminados, lo que provocó un quebranto para el futuro museo. Así, a título de ejemplo, un cuadro de Velázquez procedente del convento de San Antonio, quedó de forma definitiva en el palacio arzobispal, varios cuadros de Zurbarán del convento de San Buenventura fueron vendidos al extranjero. Los guardacostas de la provincia de Cádiz también recuperaron algunos cuadros y los expriores de algunos de los conventos desamortizados tuvieron que ser advertidos de que entregaran las pinturas que mantenían ocultas. Por fin, a 7 de octubre de 1838, queda constancia del establecimiento del museo en el antiguo convento de la Merced, compartido hasta 1846, con la Real Sociedad Económica.
A su vez, la Real Orden de 16 de diciembre de 1840 dispuso que los objetos de Itálica encontrados o que se localizasen en el futuro se guardaran también en el antiguo convento. Por otra parte, la Real Orden de 20 de octubre de 1854 ordenó el traslado también a este edificio de las obras conservadas en los Reales Alcázares. En el mismo edificio se asentó también en 1873, la Facultad Libre de Farmacia y a la salida de esta, en 1875, lo hizo la Escuela Normal de Maestros. En 1879, se creó oficialmente el Museo de Antigüedades, independiente del de Bellas Artes, que también se estableció allí al igual que la Academia y Escuela de Bellas Artes. El Museo Arqueológico ocupaba tres galerías del denominado patio del Claustro Grande, mientras que el Museo de Pinturas ocupaba la iglesia y otras dependencias. La Academia y Escuela de Bellas Artes quedaron ubicadas en estancias contiguas a los museos y la Comisión de Monumentos Históricos y Artísticos y la Escuela Normal de Maestros quedaron en dependencias lindantes con las galerías del Claustro Grande.
En 1941, el Museo Arqueológico Provincial se trasladó al pabellón de Bellas Artes de la Exposición Iberoamericana de 1929, en la plaza de América del parque de María Luisa, quedando únicamente en el convento de la Merced el Museo de Bellas Artes.

## Edificio
El inmueble se encuentra en la plaza del Museo. Cuenta con una estatua de bronce del pintor sevillano Bartolomé Esteban Murillo de la que existe una réplica exacta frente al Museo del Prado de Madrid, cerca del Jardín Botánico. Ambas son obra del escultor madrileño Sabino de Medina.
Desde su habilitación como museo ha experimentado cuatro grandes intervenciones. En la primera, entre 1868 y 1898, se restauraron las arquerías y muros del piso primero, el solado de los claustros y el alicatado de sus muros con azulejos de otros conventos desamortizados. Entre 1942 y 1945 se actuó sobre la antigua sacristía, que pasó a convertirse en el patio de las Conchas y se trasladó la antigua portada barroca de la calle Bailén a la fachada principal. Una tercera llevada a cabo entre 1969-1970 y 1975-1976 quedó inconclusa con desafortunadas consecuencias para la estabilidad estructural del edificio. La última modificación fue entre 1985 y 1993, en que se rehabilitó en su totalidad y se adecuó a las múltiples exigencias de la moderna museología. 

### Exterior
La fachada principal se presenta frente a la plaza del Museo. Presenta una portada que hasta 1945 era la de acceso a la iglesia del convento, que estaba situada entre las calles Cepeda y Bailén. Fue diseñada por Miguel de Quintana en 1729 según diseño, aunque con algunas modificaciones de fray Francisco Bartolomé de Rojas. Presenta arco de medio punto con un par de columnas paredas a cada lado que descansan sobre pedestales. Sobre él se abre una gran hornacina en cuyo interior se encuentran las figuras de la Virgen de la Merced, San Pedro Nolasco, fundador de la orden de la Merced, y el rey Jaime I de Aragón, su protector. A ambos lados la flanquean dos columnas salomónicas, y sobre ella, a modo de remate, hay un frontón en cuyo centro se sitúa el escudo de la orden.

### Interior

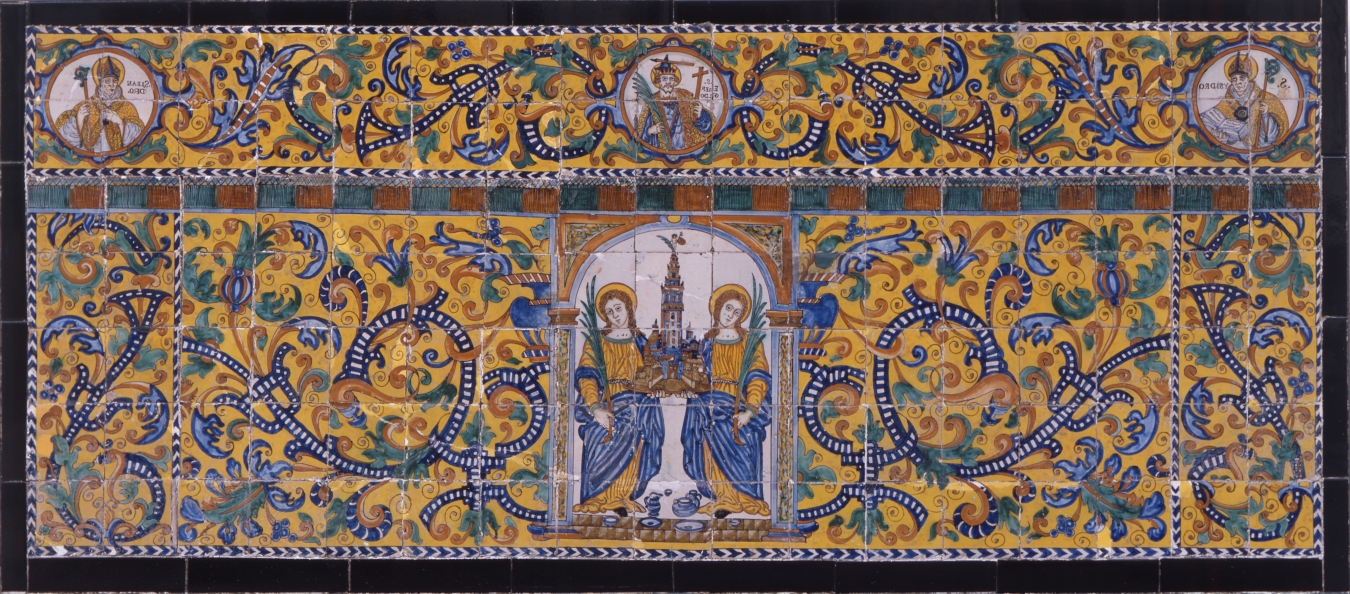
Paño de azulejos de Santas Justa y Rufina, obra de Hernando de Valladares realizado hacia 1600, procedente del antiguo convento de la Asunción de Sevilla.

Las trazas del edificio se deben a Juan de Oviedo, arquitecto y escultor a quien se le encargan las nuevas obras, tras el derribo del edificio antiguo. Las obras comienzan en 1602, quedando configurada su actual apariencia en la segunda década del siglo XVII. Se articula alrededor de tres patios comunicados por una gran escalera y la iglesia, situada en uno de los extremos del convento. El vestíbulo se encuentra decorado con azulejería procedente de diversos conventos sevillanos.

### Patios
- El claustro Mayor, diseñado originalmente por Juan de Oviedo a comienzos del siglo XVII, sobresale por sus dimensiones y su esbeltez gracias al recurso de apoyar, en el primer piso, columnas pareadas sobre plinto. En el superior, reformado  en 1724 por Leonardo de Figueroa, hay balcones enmarcados por pilastras jónicas
- El claustro de los Bojes, diseñado por Juan de Oviedo y construido hacia 1612, es de configuración manierista y aloja algunos paneles de azulejos provenientes de otros conventos así como una portada del castillo de la Calahorra.
- El claustro del Aljibe que sirve como patio de ingreso a las salas de exposición es el más modesto arquitectónicamente.  Destaca el panel cerámico de la Virgen del Rosario, realizado por Cristóbal de Augusta en 1577 para el convento de Madre de Dios.
- El patio de las Conchas, situado en el lugar en que estuvo la sacristía, los cipreses y un pequeño estanque son, junto con las veneras de las hornacinas, los elementos más destacados.

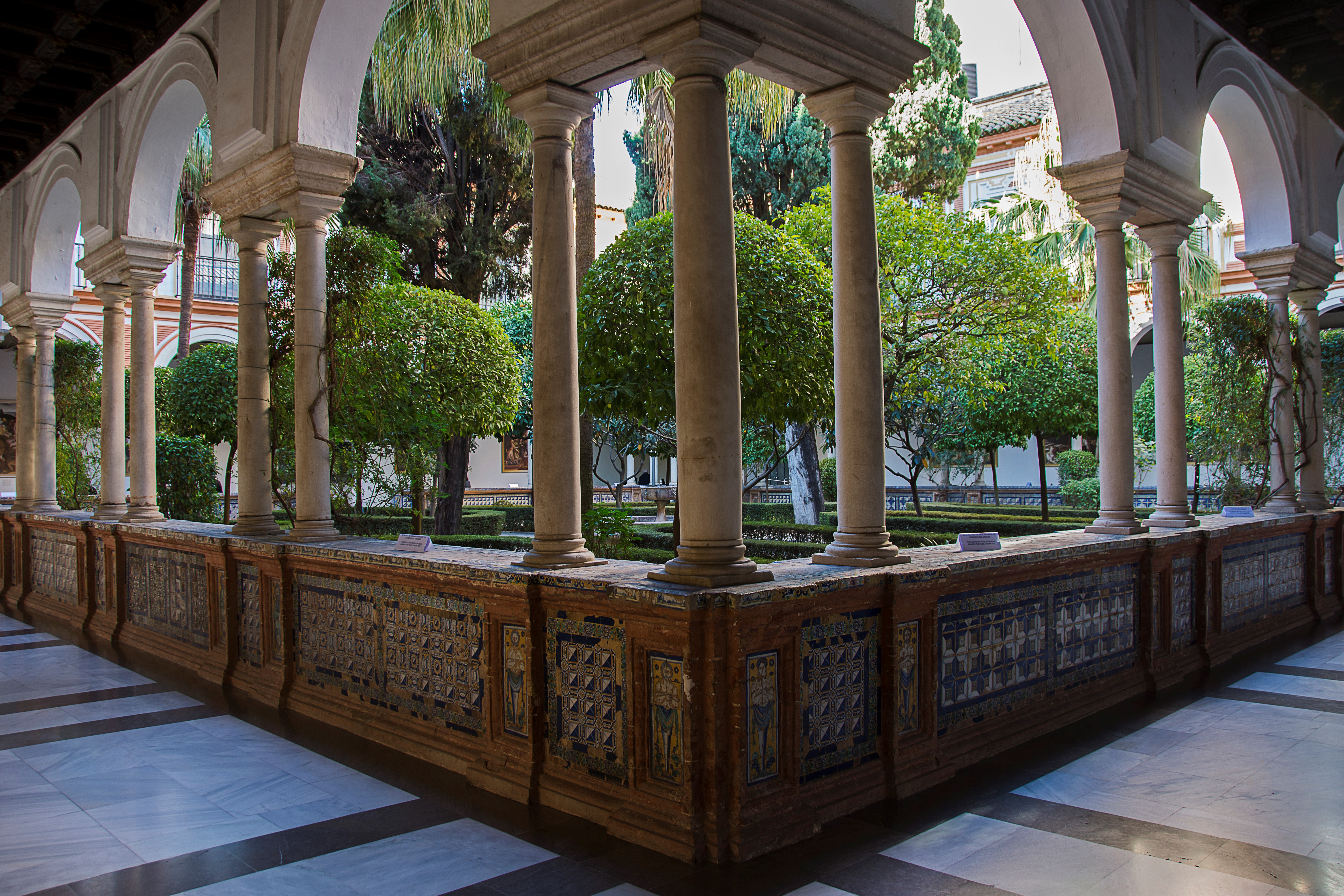
Vista del claustro grande del antiguo Convento de la Merced.

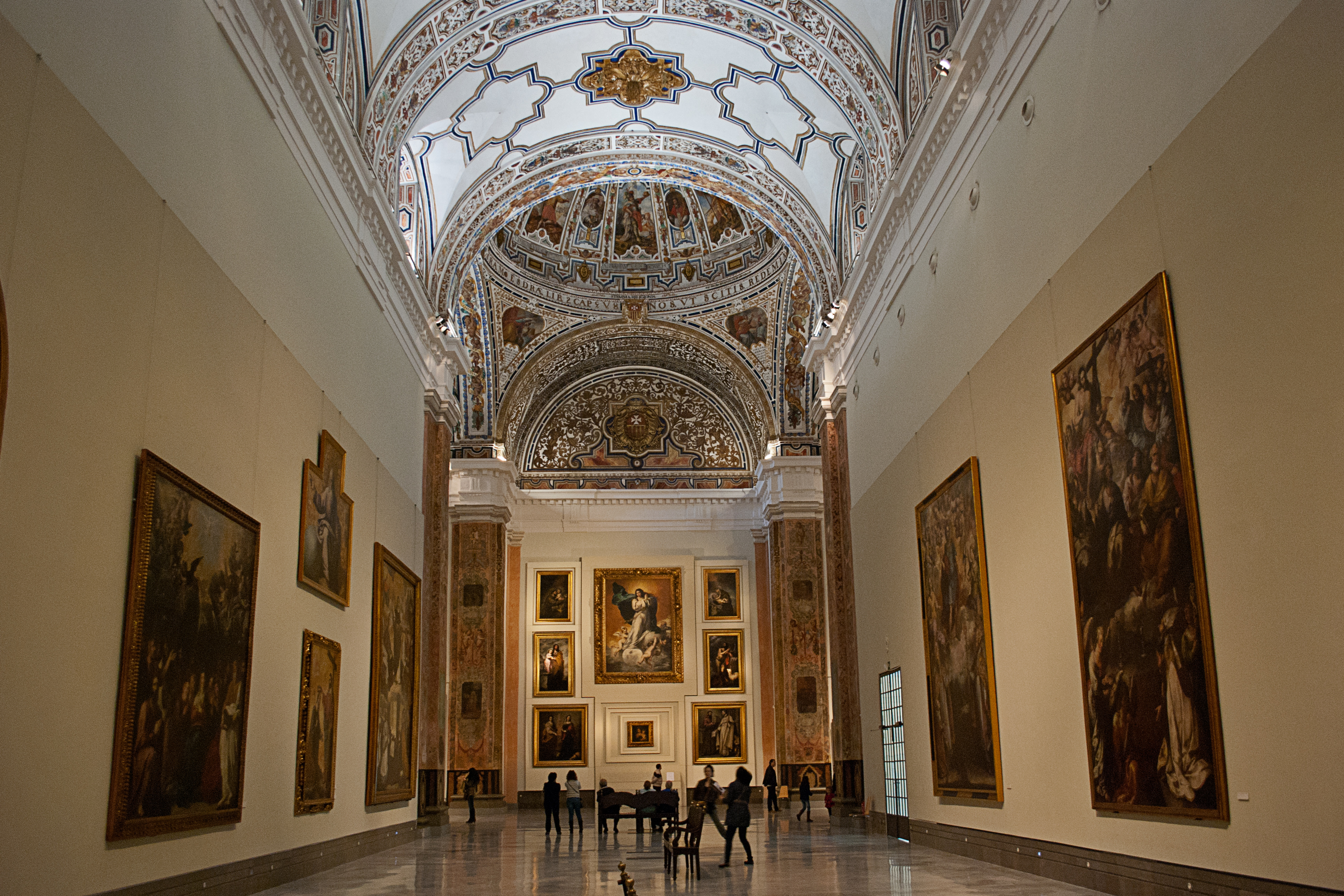
Vista de la sala V del museo, que ocupa la antigua iglesia del convento de la Merced.

### Iglesia
La iglesia, proyectada por Juan de Oviedo, fue construida entre 1603 y 1612. Tiene forma de cruz latina, con una única nave cubierta con bóveda de cañón y un amplio crucero con cúpula. Está cubierta con pinturas murales obras del pintor sevillano Domingo Martínez. En el exterior en el lado izquierdo hay una portada atribuida a José Álvarez y ejecutada en el último tercio del siglo XVIII.

### La escalera
La grandiosa escalera está proyectada con un doble arranque y se aloja en un amplio espacio cúbico de equilibradas proporciones. La ornamentación y la distribución de los huecos que la iluminan le otorgan gran riqueza estética.

## Colección

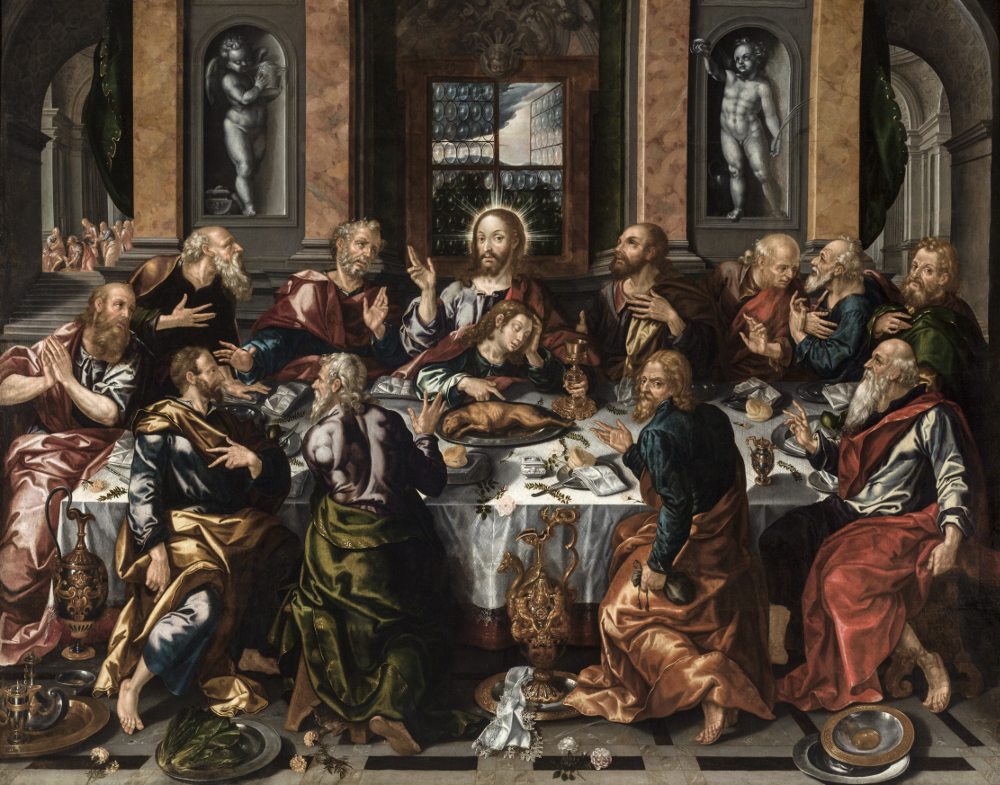
Sagrada Cena (1588) de Alonso Vázquez.

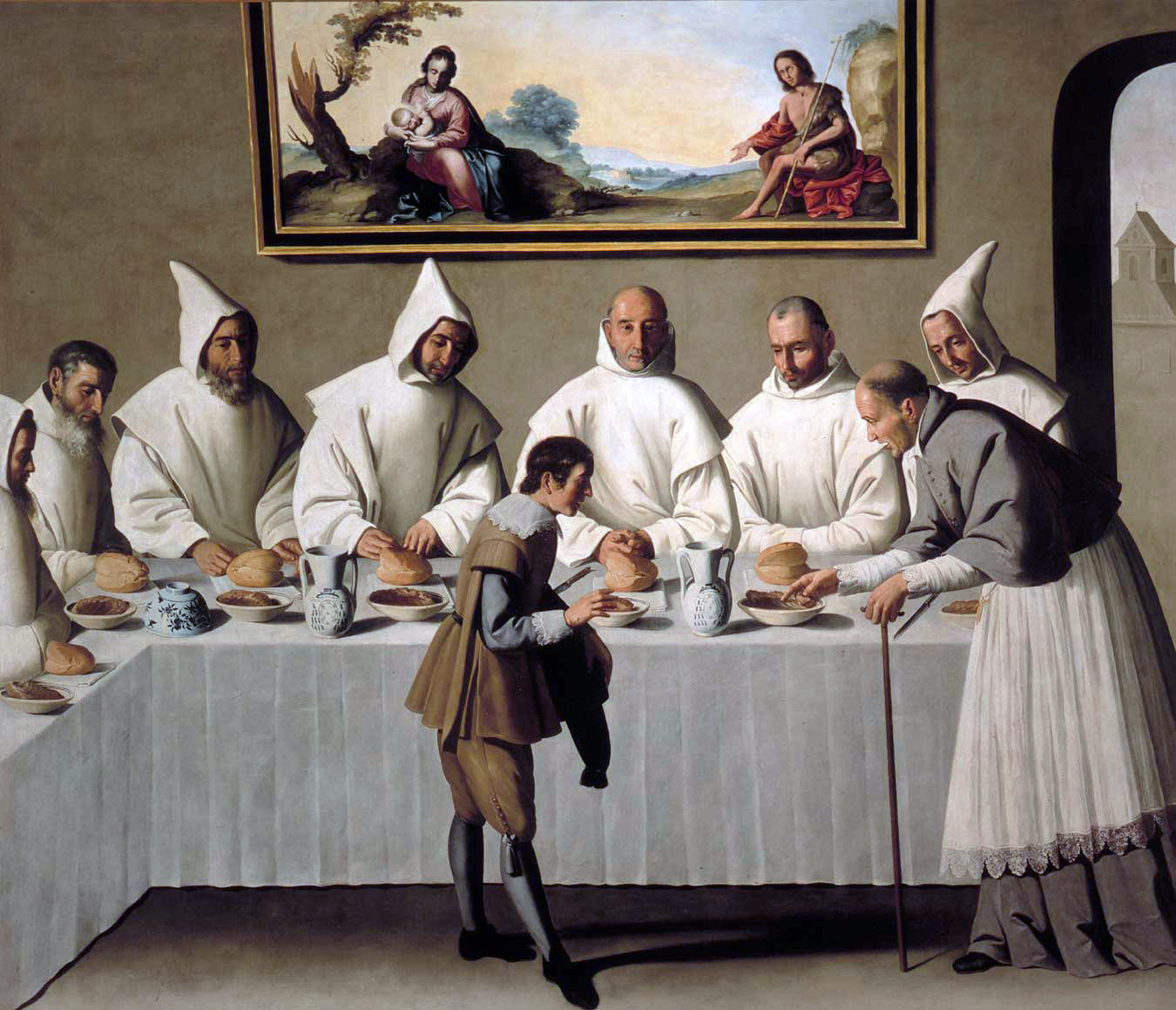
San Hugo en el refectorio de los Cartujos, 1630-1635 (262 x 307 cm), de Zurbarán.

El origen de la colección se encuentra en las obras procedentes de conventos y monasterios desamortizados, razón por la que el grueso de obras es pintura religiosa, mayormente del Barroco sevillano. Almacenados en diferentes edificios, hacia 1840 debían de estar ya en el actual museo ya que de esa fecha es el primer inventario que alcanza un total de 2045 obras”. Cabral Bejarano y Esquivel redactan un segundo inventario en el que consideran que solo hay 583 obras dignas de pertenecer al Museo. Entre 1854-1855 se efectúa una segunda depuración de la que salen 456 pinturas y 15 esculturas mientras que un total de 357 cuadros se califican de "desecho". La polémica sobre qué se había hecho del enorme patrimonio desamortizado estaba servida tal y como se hacen eco Antonio Colón en su Sevilla Artística o González de León en Noticia Artística de Sevilla. Nuevas obras entran a formar parte de la colección a raíz de la segunda desamortización de 1868- 1869. Los fondos fundacionales han quedado reducidos, tal y como refleja el inventario de Gestoso de 1912, que recoge 380 pinturas y 41 esculturas.
Afortunadamente, ya desde finales del siglo XIX comienzan las donaciones, desde la primera documentada en 1894 de Manuel Andérica o la de la obra del Greco de la infanta María luisa Fernanda en 1897. En la primera mitad del siglo XX tienen lugar las donaciones más importantes como son la de Lucia Monti (1921), Abreu (1928), Gestoso (1932), Siravegne (1944) o Aguiar (1945). En las últimas décadas se ha incrementado la colección por las adquisiciones públicas de la Administración andaluza y las donaciones efectuadas por descendientes de artistas de primeros del siglo XX.   
La colección de pintura del Museo de Bellas Artes de Sevilla es reflejo de la evolución de la escuela sevillana, que cuenta con una trayectoria homogénea, continuada y con altos niveles de calidad a lo largo de los siglos. En este recorrido sobresale notablemente el periodo barroco, con una amplia presencia de los grandes maestros de la ciudad como Francisco de Zurbarán, Bartolomé Esteban Murillo o Juan de Valdés Leal y el siglo XIX en el que la escuela sevillana vive una nueva etapa de esplendor iniciada durante el Romanticismo.  el siguiente, son brillantes ejemplos de la vitalidad de la escuela sevillana hasta el siglo XX.   
Segunda en importancia tras la pintura,la escultura abarca ejemplares que van desde el siglo XV hasta el siglo XX, destacando la obra de Pietro Torrigiano en el siglo XVI y ya en el XVII la de Martínez Montañés y su discípulo Juan de Mesa.    
El dibujo constituye un capítulo importante dentro del conjunto de piezas que conserva el Museo de Bellas Artes de Sevilla. La colección de obras sobre papel está compuesta  por artistas sevillanos del siglo XIX, en especial de José Villegas. El fondo sobre papel del museo se completa con la estampa: xilografías, grabados a buril  y litografías mayoritariamente de temática sevillana ejecutadas entre los siglos XVI y XX, perteneciendo el grueso de la colección al siglo XIX.
La colección de piezas cerámicas la forman tanto azulejos para uso decorativo en edificios como en menor medida piezas de vajilla doméstica. Su cronología abarca desde el siglo XV al XX, siendo las más antiguas las piezas vidriadas decoradas con motivos geométricos de influencia musulmana. La orfebrería, las armas,el mobiliario o los textiles del Renacimiento, el Barroco o del siglo XIX complementan así los  fondos de pintura, escultura y obra sobre papel que conserva el museo.
La distribución actual del museo, que consta de 14 salas, es la siguiente:

### Planta Baja

#### Sala I: Pintura y escultura sevillanas en elsigloXV
Dedicada a los orígenes de la escuela sevillana de pintura y escultura, alberga obras del siglo XV. Son los primeros testimonios datados y firmados de producción artística local tras la conquista de Sevilla en 1248 por Fernando III.
Las pinturas presentan como características comunes los fondos dorados, el trabajo minucioso del detalle y la pose ensimismada de las figuras. En la escultura aparecen los nombres de imagineros vinculados al retablo mayor de la catedral de Sevilla, como Lorenzo Mercadante de Bretaña y Pedro Millán.

#### Sala II: Arte del Renacimiento
El siglo XVI es el del esplendor de Sevilla, dada su situación como capital del comercio con América. La riqueza que va acumulando la ciudad atrae a artistas flamencos e italianos. Alejo Fernández será el introductor del Renacimiento en la pintura sevillana, mientras que Pietro Torrigiano, condiscípulo de Miguel Ángel, marcará el camino para la escultura.
A estas producciones realizadas en suelo hispalense se suman obras de importación de El Greco, Lucas Cranach o Martín de Vos.

#### Sala III: Manierismo
A finales del siglo XVI, la actividad artística en Sevilla, dominada hasta entonces por artistas de origen extranjero, pasa a pivotar sobre artistas locales que interpretan libremente las formas renacentistas. Luis de Vargas es considerado el introductor del Manierismo. En torno a él se creó un grupo con nombres como el de Pedro de Villegas Marmolejo. Alonso Vázquez y Francisco Pacheco se encargaron de traducir al arte hispalense las pautas doctrinales emanadas del Concilio de Trento.

#### Sala IV: Naturalismo.
El naturalismo llega a la escuela sevillana de la mano de Francisco Pacheco, alcanzando cotas maestras con sus discípulos Diego Velázquez y Alonso Cano. Contemporáneo a ellos, Juan de Roelas acerca el naturalismo que preludia el Barroco al sentimiento popular.

#### Sala V: Murillo y la escuela sevillana del Barroco
La antigua iglesia del convento mercedario aloja las principales muestras de pintura barroca del siglo XVII. Con protagonismo de Murillo, se muestran también obras de Juan de Uceda, Juan de Roelas, Francisco de Zurbarán o Herrera el Viejo. Algunas de ellas corresponden a la galería completa de pinturas de los antiguos retablos de conventos como el de Montesión o el de Capuchinos.

### Planta Alta

#### Sala VI: El Barroco español y sevillano.
Situada en la galería que rodea el claustro de los Bojes, combina muestras de la pintura barroca que se realizaba en Sevilla con la autores establecidos en la Corte de Madrid, temas religiosos con bodegones y grandes escenarios arquitectónicos. Destacan las obras del círculo de Murillo, la serie de santas del taller de Zurbarán o la aparición de Cornelio Schut.

#### Sala VII: Murillo y sus discípulos.
La sala alberga obras de mano directa del maestro, como la serie realizada para el Convento de San Agustín, así como piezas de seguidores como Juan Simón Gutiérrez o Alonso Miguel de Tovar que demuestran cómo las formas murillescas se hicieron hegemónicas en la pintura sevillana desde mediados del siglo XVII.

#### Sala VIII: Juan de Valdés Leal
Se centra en la producción de este artista sevillano, de estilo enérgico y composiciones dinámicos, que se labró un estilo propio en el competitivo panorama de la Sevilla barroca. Esta sala acoge también piezas de Pedro de Mena, uno de los máximos representantes de la escultura barroca granadina.

#### Sala IX: Pintura barroca europea
Recoge las obras de pintura italiana y francesa del periodo barroco, destacando obras de José de Ribera y Jan Brueghel el Viejo.

#### Sala X:Francisco de Zurbarán.
Reúne la obra del artista, pacense de nacimiento pero sevillano de formación, especialmente recogida en los ciclos pictóricos para el Convento de San Pablo y la Cartuja de las Cuevas de la ciudad hispalense. Se completa con obras de dos de los escultores más importantes del Barroco sevillano: Martínez Montañés y su discípulo Juan de Mesa.

#### Sala XI: Pintura sevillana delsigloXVIII.
La galería muestra como la apertura a las corrientes europeas convive con la larga sombra de Murillo y Valdés Leal.

#### Sala XII: Pintura sevillana delsigloXIX
Muestra la evolución de los pintores locales desde el costumbrismo romántico al realismo, con nombres como José García Ramos, José Villegas Cordero o Gonzalo Bilbao.
- Sala XIII: Pintura sevillana del siglo XX.

- Sala XIV. Pintura española del siglo XX.

## Obras destacadas
- Retrato de Jorge Manuel Theotocópuli, de El Greco.
- San Jerónimo penitente, de Pietro Torrigiano.
- Don Cristóbal Suárez de Ribera, de Diego Velázquez.
- Virgen de la servilleta de Bartolomé Esteban Murillo.
- Santo Tomás de Villanueva dando limosna, de Bartolomé Esteban Murillo
- Inmaculada Concepción, la Colosal (enlace roto disponible en Internet Archive; véase el historial, la primera versión y la última)., de Bartolomé Esteban Murillo
- La flagelación de san Jerónimo (enlace roto disponible en Internet Archive; véase el historial, la primera versión y la última). de Juan de Valdés Leal.
- Santiago el mayor, de José de Ribera.
- San Hugo en el refectorio de Francisco de Zurbarán.
- La Virgen de las Cuevas de Francisco de Zurbarán.
- La muerte del maestro, de José Villegas.
- Las Cigarreras, de Gonzalo Bilbao.
- Sevilla en fiestas, de Gustavo Bacarisas.

## Artistas con obras en el museo
- Pedro de Acosta
- Miguel de Adán (e)
- Pieter Aertsen
- Nicolás Alperiz
- Francisco Antolínez
- José Arpa Perea
- Matías de Arteaga
- Gustavo Bacarisas
- Roque Balduque (e)
- Francisco Barrera
- Manuel Barrón y Carrillo
- Mariano Benlliure
- Guillaume Benson
- Bartolomé Bermejo
- Gonzalo Bilbao
- Joaquín Bilbao
- Manuel Cabral Aguado-Bejarano
- Alonso Cano
- Eduardo Cano
- Juan José Carpio
- Juan del Castillo
- Pieter Coecke
- Marcellus Coffermans
- Lucas Cranach el Viejo
- José Domínguez Becquer
- Valeriano Domínguez Bécquer
- Juan de Espinal
- Antonio María Esquivel
- Frans Francken I
- Rosendo Fernández
- Alejo Fernández
- José García Ramos
- Manuel García y Rodríguez
- José Garnelo y Alda
- Guillermo Gómez Gil
- Manuel González Santos
- Francisco de Goya
- Alfonso Grosso
- Francisco Gutiérrez
- Juan Simón Gutiérrez
- José Gutiérrez de la Vega
- Eugenio Hermoso
- Francisco Herrera el Viejo
- Francisco Herrera el Mozo
- Jean Joseph Horemans el viejo
- José Jiménez Aranda
- José Lafita y Blanco
- Sebastián de Llanos y Valdés
- Diego López Bueno
- Ricardo López Cabrera
- Bernardo Lorente y Germán
- Raimundo Madrazo
- Maestro del Papagayo
- Rafael Martínez Díaz
- Domingo Martínez
- Santiago Martínez Martín
- Juan Martínez Montañés (e)
- Eduardo Martínez Vázquez
- Virgilio Mattoni
- Francisco Meneses Osorio
- Lorenzo Mercadante de Bretaña (e)
- Juan de Mesa (e)
- Pedro Millán (e)
- Cristóbal de Morales
- José Moreno Carbonero
- Bartolomé Esteban Murillo
- Francisco Narbona
- Gaspar Núñez Delgado (e)
- Andrés de Ocampo (e)
- Juan de Oviedo
- Francisco Pacheco
- Andrés Parladé
- Vasco Pereira
- Andrés Pérez
- Miguel Ángel del Pino Sardá
- Niculoso Pisano
- Pieter Pourbus
- José de Ribera
- José Rico Cejudo
- José María Rodríguez Acosta
- Juan de Roelas
- José María Romero
- Antonio Ortiz Echagüe
- Giovanni Battista Ruoppolo
- Juan Miguel Sánchez
- Juan Sánchez de Castro
- Emilio Sánchez Perrier
- Cornelio Schut
- Vincent Sellaer
- Rafael Senet y Pérez
- Francisco Soria Aedo
- Juan de Solís (e)
- José María Tamburini[19]
- Doménikos Theotokópoulos, "El Greco"
- Fernando Tirado
- Clemente de Torres
- Pietro Torrigiano (e)
- Juan de Uceda
- Andrea Vaccaro
- Valdés Leal
- Lucas Valdés
- Pieter van Lint
- Francisco Varela
- Luis de Vargas
- Alonso Vázquez
- Diego de Silva y Velázquez
- José Villegas Cordero
- Cornelis de Vos
- Marten de Vos
- Sebastian Vrancx
- Jan Wildens
- Ignacio Zuloaga
- Francisco de Zurbarán

## Ampliación
Está prevista la ampliación y modernización del Museo de Bellas Artes, que se llevará a cabo con la incorporación del cercano Palacio de Monsalves, construcción del siglo XVI, totalmente reformada y rehabilitada por el arquitecto Aníbal González en 1907.
El edificio albergó la sede de la Presidencia de la Junta de Andalucía, antes de trasladarse al Palacio de San Telmo en 1992. El espacio ganado será de 2800 metros útiles, lo que permitirá la reforma de las salas expositivas. En la actual sede, el convento de la Merced, se exhibirán las piezas del siglo XV al XVIII y se mantendrán zonas de servicios como el taller de restauración o el almacén.
En la nueva sede se expondrán los fondos de los siglos XIX y XX. Además, habrá dos salas para exposiciones temporales, una de ellas de larga duración con fondos del propio museo.
Durante algún tiempo estuvo prevista también la exposición de las obras de arte donadas por el coleccionista Mariano Bellver. Sin embargo, y aunque llegó a barajarse también la posibilidad de que la colección se instalara en el Pabellón Real, finalmente en noviembre de 2016 el Ayuntamiento adquirió la Casa Fabiola en el barrio de Santa Cruz para su exposición definitiva, como Colección Bellver.

## Guías históricas del Museo
- José Gestoso y Pérez. Museo de Pinturas de Sevilla. Barcelona. Hijos de J. Thomas. 1930
- Anónimo. El Museo Provincial de Bellas Artes de Sevilla. Sevilla. [s.n.], 196-?
- José Hernández Díaz. El Museo Provincial de Bellas Artes de Sevilla. Madrid. Dirección General de Bellas Artes. 1967
- Elena Jiménez Lozano, Pedro González García, Rosa María Ávila Ruiz y Enrique Pareja López. The Fine Arts Museum of Seville: painting and sculpture from the thirteenth to the nineteenth centuries. Barcelona. Escudo de Oro. 1989
- Elena Jiménez Lozano, Pedro González García y Rosa María Ávila Ruiz. Musée des Beaux-Arts de Séville: peinture et sculpture du XIIIème au XXème siècles. Barcelona. Escudo de Oro. 1989
- Museum of Fine Arts Seville: official guide. Museums of Andalusia, n.º 4. Sevilla. Consejerı́a de Cultura de Andalucía. 2005
- Rafael de Besa Gutiérrez. El Museo de Bellas Artes de Sevilla en el siglo XIX, Diputación de Sevilla, 2018.